# Long Xuyên (phường)
Long Xuyên là một phường thuộc thị xã Kinh Môn, tỉnh Hải Dương, Việt Nam.

## Địa lý
Phường Long Xuyên có vị trí địa lý:
- Phía Đông giáp các phường An Lưu, Hiến Thành và Thái Thịnh
- Phía Tây và phía Nam giáp huyện Kim Thành
- Phía Bắc giáp các phường An Phụ và Hiệp An.

Phường có diện tích 4,48 km², dân số năm 2018 là 5.895 người, mật độ dân số đạt 1.316 người/km².

## Lịch sử
Trước đây xã Long Xuyên có diện tích 4,5 km², dân số năm 1999 là 4912 người, mật độ dân số đạt 1092 người/km².
Ngày 11 tháng 9 năm 2019, Ủy ban Thường vụ Quốc hội ban hành Nghị quyết số 768/NQ-UBTVQH14 (nghị quyết có hiệu lực từ ngày 1 tháng 11 năm 2019). Theo đó, chuyển huyện Kinh Môn thành thị xã Kinh Môn và thành lập phường Long Xuyên trên cơ sở toàn bộ 4,48 km² diện tích tự nhiên và 5.895 người của xã Long Xuyên.